# Lac de Barner Stücker
Le Lac de Barner Stücker est un lac situé dans le nord de l'Allemagne dans le land de Mecklembourg-Poméranie-Occidentale et l'arrondissement du Mecklembourg-du-Nord-Ouest.

## Source de la traduction
- (en) Cet article est partiellement ou en totalité issu de l’article de Wikipédia en anglais intitulé « Barner Stücker See » (voir la liste des auteurs).